# Casca (Rio Grande do Sul)
Casca é um município brasileiro do estado do Rio Grande do Sul. Localiza-se na região geográfica imediata de Marau.

## História
A história de Casca tem início com o povoamento da Colônia Guaporé, criada em 1892 pelo governo do Rio Grande do Sul, em terras pertencentes aos municípios de Passo Fundo e Lajeado. A origem das primeiras famílias colonizadoras era da região do Vêneto, nordeste italiano, principalmente das províncias de Vicenza, Pádua, Verona, Treviso e Belluno. Também contribuíram os imigrantes provenientes do sul da Polônia. Em sua chegada, além dos baús de madeira, baldes de cobre, enxadas, machados, serras, facões e muita saudade dos que permaneceram no velho continente, os imigrantes portavam um espírito arrojado para construir uma nova vida. Passado mais de um século, a memória desses imigrantes continua viva, evidenciada principalmente na dimensão religiosa daquela comunidade, e ainda na força de vontade, de trabalho deste povo e do espírito empreendedor. Nota-se ainda forte influência na alimentação destes povos que ali se fixaram, em algumas comunidades do interior do município ainda fala-se o dialeto italiano (na verdade, a língua vêneta) e o polonês. Em 1893 foi construída uma capela que servia de encontro para os fins de semana e orações comunitárias
A denominação inicial foi de São Luiz de Guaporé, quando por Ato Municipal nº 1, de 01-01-1904, do Intendente de Guaporé, Eng. Vespasiano Rodrigues Corrêa, foi considerado como 2° Distrito de Guaporé. O nome provavelmente, em homenagem ao padroeiro da localidade: São Luiz Gonzaga. Nos quadros de apuração do Recenseamento Geral de 01-09-1920, figura no município de Guaporé o distrito denominado de São Luiz. Em divisão administrativa referente ao ano de 1933, o distrito é denominado de São Luiz de Cascara. Pelo Decreto-Lei nº 1.307, de 31-05-1939, o distrito de São Luiz de Cascara passou a denominar-se Casca. O Decreto Estadual nº 7.199, de 31-03-1938, elevou o distrito à categoria de vila.
O curato de São Luiz Gonzaga foi criado em 10 de abril de 1907, em território desmembrado da Paróquia Nossa Senhora do Rosário de Serafina Corrêa e Nossa Senhora Aparecida de Passo Fundo, a cargo dos sacerdotes palotinos, sendo nomeados o Pe. Agostinho Sarasa e o Pe. Domenico Nostro, como auxiliar. Em 1921 o curato foi elevado a paróquia e transferido a Arquidiocese de Porto Alegre, da Diocese de Santa Maria.
Por ocasião da Revolução de 1923, Casca destacou-se como palco de movimentos bélicos. A provável origem do nome é do o local de passagem dos cavaleiros e carroceiros no riacho próximo à cidade, bastante liso e escorregadio, fácil de cair, que no dialeto italiano cair se traduz por “CASCAR”. Assim os imigrantes nomearam esse local, hoje o atual Arroio Casca.
Os filhos desta região dedicaram-se a agricultura com bastante intensidade, proporcionando ao distrito a emancipação. De acordo com a Lei nº 2.116, de 24-10-1953, os moradores reunidos em Assembleia Popular, no dia 02 de outubro do mesmo ano, escolheram por aclamação os componentes da Comissão Emancipacionista, sendo composta por:
- Dr. Jorge Haroldo Monteiro Píffero (Presidente)
- Octavio Busato (1º Vice-presidente)
- Miguel Dors (2º Vice-presidente)
- Nadyr Battistella (1º Secretário)
- Affonso Motta (2º Secretário)
- Oreste Balduino Davoglio (3º Secretário)
- Davi Toazza (1º Tesoureiro)
- Ampélio Damo (2º Tesoureiro)
- Antônio de Cezaro (3º Tesoureiro)
- Conselho Fiscal: Antônio João Toazza, Affonso João Davi, Aristides Quarenghi, Benedicto Toazza, Severino Caletti, Pedro Zandoná, Gomercindo Zaffari, Fioravante Bonamigo e Evaristo Mantovani.

Assim de acordo com a Lei nº 2.525, de 15 de novembro de 1954, desmembrou-se de Guaporé. Em 1960, perdeu parte de sua área para colaborar na formação de Serafina Corrêa. Em 8 de dezembro de 1987 foram emancipados os distritos de São Domingos do Sul e Vanini. Em 20 de março de 1992, o distrito de Santo Antônio foi emancipado, passando o novo município a denominar-se Santo Antônio do Palma.
O município de Casca recebeu no dia 29 de março de 2006, em Brasília, o Diploma Especial Comenda Municipalista.
O Programa das Nações Unidas para o Desenvolvimento (PNUD), relaciona o município de Casca como destaque pela redução da pobreza absoluta no período de 1991 a 2000, com diminuição de 71,42%. Dos 5.562 municípios brasileiros, Casca ocupa o 19º lugar em redução de pobreza absoluta.
Em março de 2022 foi sancionada e promulgada a Lei Municipal nº 3.049, que cooficializa a língua talian e a língua polonesa no município.

## Geografia
O município de Casca localiza-se na na área de transição entre a Região Serrana e o Planalto Médio, sendo o território formado predominantemente por áreas onduladas, as quais correspondem a 60% do município. As áreas montanhosas correspondem a 38% e as áreas planas correspondem a 2% do município. A altitude da sede do município é de 608 metros. O clima é subtropical úmido e temperatura média no mês mais quente acima de 22°C. A área territorial é de 272,041km².
O município é cortado por duas rodovias, que proporcionam fácil e rápido acesso o município:
- a RS-324 que corta o município no sentido leste-oeste. Esta rodovia liga a sede do município com as cidades de Nova Araçá, Nova Bassano e Nova Prata a leste, servindo de ligação entre o município e a capital do estado, Porto Alegre. No sentido oeste permite o acesso às cidades de: Vila Maria, Marau, Passo Fundo, entre outras.
- a RS-129 segue em direção ao sul até o município de Roca Sales, passando por Serafina Corrêa, Guaporé e outras cidades, permitindo o acesso a Porto Alegre, através da BR-386. Outro segmento desta rodovia tem início na cidade de Casca, seguindo em direção norte, dando acesso às cidades de São Domingos do Sul e Vanini, permitindo o acesso à BR-285, pela qual pode-se chegar a Lagoa Vermelha e Vacaria, na Região dos Campos de Cima da Serra.

O município também é cortado por uma ferrovia:
- Ferrovia do Trigo da Rede Ferroviária Federal (RFFSA), que segue em direção norte à Passo Fundo, onde se encontra com a Linha Marcelino Ramos-Santa Maria, pela qual permite-se o acesso à Santa Maria e em direção sul, segue até a cidade de Roca Sales, onde se encontra com o Tronco Principal Sul, que permite o acesso às cidades de Montenegro e Triunfo.[12] Esta ferrovia se trata de um trecho de ligação entre ambas as linhas, atravessando os municípios de: Marau, Serafina Corrêa, Guaporé, Dois Lajeados, Vespasiano Corrêa e Muçum, no Vale do Taquari. Encontra-se atualmente concedida à Rumo Logística.[13][14]

O município é constituído de 2 distritos: Casca e Evangelista.

### Hidrografia
O maior dos rios é o Rio Carreiro, que serve de limites com os municípios de Nova Araçá e Paraí. O Rio São Domingos, segundo em volume de águas e afuente do Rio Carreiro, serve de divisa com município de São Domingos do Sul.
Entre os arroios, em Casca, também chamados de "lajeados" merecem destaque:
- No município de Casca: o arroio Casca, arroio Deserto, arroio Lameador, arroio Sangão, arroio Guabiroba, (divisão natural com o município de Santo Antônio do Palma).
- No distrito de Evangelista: os arroios Queimado, Barra Funda, Inhacoré, Lajeado e Macaco.

### Demografia
- População: 8.651 habitantes (IBGE/2010)
- Densidade demográfica: 33,56h/km²
- População Urbana: 4.647 pessoas
- População rural: 3.734 pessoas
- População feminina: 4.222 mulheres
- População masculina: 4.159 homens
- Número de eleitores: 6.885

#### Formação étnica
- Descendentes da etnia italiana: 78%
- Descendentes da etnia polonesa: 22%

## Política
Lista de prefeitos municipais de Casca:
| Nº | Prefeito                       | Início do mandato | Fim do mandato | Vice-prefeito            |
| -- | ------------------------------ | ----------------- | -------------- | ------------------------ |
| 1  | Jorge Haroldo Monteiro Píffero | 28/02/1955        | 31/12/1959     | Luiz Benvegnú            |
| 2  | Arcido Perin                   | 01/01/1960        | 31/12/1963     | Severino Damo            |
| 3  | Nadir Antônio José Faresin     | 01/01/1964        | 31/01/1969     | André Heitor Costi       |
| 4  | Severino Damo                  | 01/02/1969        | 31/01/1973     | Marcelino Damo           |
| 5  | Arcido Perin                   | 01/02/1973        | 31/01/1977     | Victorio Benjamin Perin  |
| 6  | Luiz Gheller                   | 01/02/1977        | 31/01/1983     | Belmiro Antônio Brugnera |
| 7  | Arcido Perin                   | 01/02/1983        | 31/12/1988     | Lauro Antônio Martinelli |
| 8  | Ivan Carlos Bordin             | 01/01/1989        | 31/12/1992     | José Mário Zandoná       |
| 9  | Maurilio Rodrigues da Silva    | 01/01/1993        | 31/12/1996     | Homero Lima              |
| 10 | Alcides Luiz Brugnera          | 01/01/1997        | 31/12/2000     | Ivan Carlos Bordin       |
| 11 | Maurilio Rodrigues da Silva    | 01/01/2001        | 31/12/2004     | Cleci Léssio Donatti     |
| 12 | Geraldo Lusa                   | 01/01/2005        | 31/12/2008     | Ari Domingos Caovilla    |
| 13 | Alan Martins das Chagas        | 01/01/2009        | 31/12/2012     | Jaime de Sordi           |
| 13 | Alan Martins das Chagas        | 01/01/2013        | 31/12/2016     | Domingos Claudio Kujawa  |
| 14 | Domingos Claudio Kujawa        | 01/01/2017        | 31/12/2020     | Leandro Simonetto        |
| 15 | Ari Domingos Caovilla          | 01/01/2021        | 31/12/2024     | Lourdes Benvegnú Foppa   |
| 16 | Jurandi Neri Perin             | 01/01/2025        | 31/12/2028     | Wagner Miranda           |

### Cidades-irmãs
- Lombardore, Turim, Itália [15]

Em abril de 2002, o então Prefeito de Casca, Alcides Brugnera e o Sindaco do Comune de Lombardore (província de Turim, Itália), Diego Maria Bili, assinaram um termo de acordo entre duas cidades tornando-as "cidades-irmãs", também conhecido por “gemellaggio”. Este acordo tem por finalidade estreitar os laços de amizade entre os dois povos e mútua colaboração, visando o desenvolvimento econômico e social entre as duas comunidades. O motivo que levou as duas comunidades tornarem-se cidades-irmãs é o fato de o Padre Aneto Bogni, ex-vigário da Paróquia São Luiz Gonzaga de Casca e idealizador da construção da atual igreja matriz, ter nascido nesta localidade.

## Turismo
Principais atrativos turísticos :
- Igreja Matriz São Luiz Gonzaga: inaugurada em 14 de abril de 1929, por idealização do Pe. Aneto Bogni, em estilo neogótico.
- Igreja Matriz Santo Antônio: localiza-se no Distrito de Evangelista, com acesso principal pela ERS-129.
- Estação Ferroviária: inaugurada em 1980, localiza-se junto a Ferrovia do Trigo, próxima a ERS-324. Atualmente encontra-se abandonada.
- Museu Albino Busato: reúne em seu acervo diversos móveis, utensílios, equipamentos, vestuários e materiais históricos utilizados pelos colonizadores da região.
- Museu do Imigrante Luigi Pinzetta: localizado na Capela Santo Antônio do Trinta, no Distrito de Evangelista, reúne em seu acervo móveis, utensílios, equipamentos e materiais históricos utilizados pelos imigrantes.
- Vila Histórica de Evangelista: situada junto a sede do Distrito de Evangelista, reúne casarões em alvenaria e madeira construídos nas primeiras décadas do século XX. Tem acesso principal pela ERS-129.